# سافران لندینگ سیستمز
سافران لندینگ سیستمز (انگلیسی: Safran Landing Systems) شرکت صنایع جنگ‌افزاری و فناوری هوافضا فرانسوی است، که در سال ۲۰۱۱ توسط شرکت سافران تأسیس شد.